# Anjouovské hrabství
Anjouovské hrabství (francouzsky Comté d'Anjou) neboli hrabství Anjou existovalo v letech 861–1360 jako dědičná monarchie a feudální panství v západofranském a posléze francouzském království. Jeho území se nacházelo v západofrancouzském Anjou s centrem ve městě Angers.
Počátek historie hrabství sahá až do roku 861, kdy byl titul hraběte z Anjou byl součástí franské koruny (užíval jej západofranský král Odo a předním jeho otec neustrijský markrabě Robert), avšak samostatný titul hraběte se začal užívat až za vlády Ingelgera, zakladatele dynastie Anjouovců a tedy de facto i stejnojmenného hrabství. Z Anjouovců pocházela řada evropskýh vladařských dynastií včetně anglických Plantagenetů, kteří k anjouovskému hrabství personálně připojili nejrozsáhlejší panství, které je proto nazýváno anjouovská říše (1154–1204).
Ve 13. století bylo těsněji připoutáno k francouzskému království. V roce 1360 bylo Anjou povýšeno na anjouovské vévodství.

## Panovníci

### Robertovci
- Robert Silný (861–866)
- Odo Pařížský (866–898)

### Ingelgerovci
Zakladatel dynastie Ingelger, vikomt z Angers (880–888)
- Fulko I. z Anjou (930–942)
- Fulko II. z Anjou (942–958)
- Geoffroy I. z Anjou (960–987)
- Fulko III. z Anjou (987–1040)
- Geoffroy II. z Anjou (1040–1060)

### Anjouovci
Anjouovci z rodu Château-Landonové (Gâtinais-Anjou) a Plantagenetů
- Geoffroy III. z Anjou (1060–1068)
- Fulko IV. z Anjou (1068–1109)
  - Geoffroy IV. z Anjou (1098–1106) společně s otcem
- Fulko V. z Anjou (1109–1129)
- Geoffroy V. z Anjou (1129–1151)
- Jindřich II. Plantagenet (1151–1189)
  - Geoffroy VI. z Anjou (1156–1158)
  - Jindřich Mladík (1169–1183)
- Richard I. Lví srdce (1189–1199)
- Jan Bezzemek (1199–1204)

### Kapetovci
Kapetovci, francouzská královská dynastie v přímé linii
- Jan I. z Anjou (1219–1232) – syn francouzského krále Ludvíka VIII.
- Karel I. z Anjou (1246–1285)
- Karel II. z Anjou (1285–1290)

### Valois
Dynastie z Valois, vedlejší větev Kapetovců
- Karel z Valois (1290–1325) – manžel Markéty z Anjou, dcery Karla II.
- Filip z Valois (1325–1328)
- Jan II. z Valois (1332–1350)
- Ludvík z Anjou (1351–1360)

## Znak hrabat z Anjou

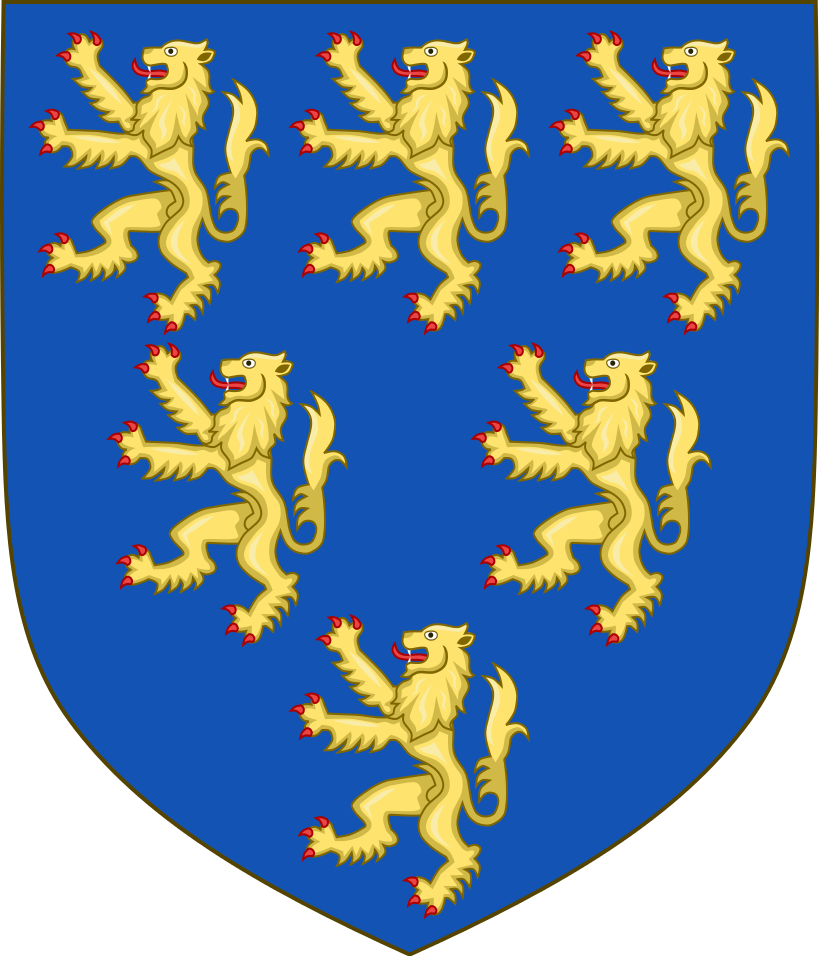
Znak za vlády Plantagenetů
Znak rodu Kapet-Anjouovců
Znak rodu Valois